# Zepp
Zepp (англ. Zepp music halls, Зепп-холл) — группа концертных залов, расположенных в различных частях Японии и за её пределами. В Зепп-холлах проходят концерты в рамках международных туров многих европейских и американских исполнителей. Кроме того, эти площадки пользуются популярностью и среди японских коллективов.
Сетью залов управляет компания Zepp Hall Network Inc.(Токио), учреждённая 17 июня 1997 года. Является дочерней компанией группы Sony Music Entertainment Japan. Площадки Zepp спонсируются японской пивоваренной компанией Asahi.
Первоначально каждому залу присваивалось наименование Zepp, а также название города, в котором он находился (Zepp Tokyo, Zepp Osaka и т. д.), позже от такого правила отошли.
5 июня 2017 года открылся первый «Зепп-холл» за пределами Японии. Им стал Zepp@BigBox в районе Джуронг-Ист в Западном регионе Сингапура.

## Список залов Zepp
Залы перечислены по географическому принципу (в направлении с севера на юг). Количество стоячих мест может отличаться от номинальной вместимости.
| Зал                | Дата основания  | Город    | Координаты                       | Вместимость | Известные исполнители                                                         |
| ------------------ | --------------- | -------- | -------------------------------- | ----------- | ----------------------------------------------------------------------------- |
| Zepp Sapporo       | апрель 1998     | Саппоро  | 43°02′58″ с. ш. 141°21′12″ в. д. | 2009        | - The Pillows - Stratovarius - Alice Nine - Sum 41 - Asian Kung-Fu Generation |
| Zepp Tokyo         | март 1999       | Токио    | 35°37′33″ с. ш. 139°46′56″ в. д. | 2709        | - Beady Eye - One Ok Rock - Scissor Sisters - Evanescence - Onmyo-za          |
| Zepp DiverCity     | апрель 2012     | Токио    | 35°37′29″ с. ш. 139°46′21″ в. д. | 2473        | - Yellowcard - Scorpions - Dokken - 欅坂46 - Ayumi Hamasaki                   |
| Zepp Nagoya        | март 2005       | Нагоя    | 35°09′48″ с. ш. 136°53′05″ в. д. | 1864        | - Venom - Шарис Пемпенгко - MGMT - Helloween - Джек Джонсон                   |
| Zepp Namba         | апрель 2012     | Осака    | 34°39′27″ с. ш. 135°29′57″ в. д. | 2513        | - Michael Schenker Fest - Coldrain - Jeff Beck - Denki Groove - Кэндзи Одзава |
| Zepp Osaka Bayside | 17 февраля 2017 | Осака    | 34°39′43″ с. ш. 135°25′57″ в. д. | 2801        | - Anthrax - Fall Out Boy - Helloween - BRADIO - Kyuso Nekokami                |
| Zepp@BigBox        | июнь 1999       | Сингапур | 1°19′55″ с. ш. 103°44′34″ в. д.  | 2333        | - Майк Шинода - Dream Theater - Daughtry - Hyukoh - A-Lin                     |

### Бывшие залы Zepp
| Зал                        | Дата открытия  | Дата закрытия | Город   | Вместимость | Известные исполнители                                             |
| -------------------------- | -------------- | ------------- | ------- | ----------- | ----------------------------------------------------------------- |
| Zepp Osaka                 | ноябрь 1998    | апрель 2012   | Осака   | 2200        | - Prodigy - Джастин Бибер - One Ok Rock - Beady Eye - Dir en grey |
| Zepp Fukuoka               | июнь 1999      | май 2015      | Фукуока | 2001        | - Оззи Осборн - Helloween - Sum 41                                |
| Zepp Sendai                | 1 августа 2000 | май 2012      | Сендай  | 1500        | - Джек Джонсон - Helloween - VAMPS                                |
| Zepp Blue Theater Roppongi | январь 2015    | ноябрь 2017   | Токио   | 901         | - Линдси Стирлинг - Nogizaka46 - U-KISS                           |

### Будущие залы Zepp
| Зал               | Местонахождение  | Ожидаемое открытие     | Вместимость |
| ----------------- | ---------------- | ---------------------- | ----------- |
| Zepp Fukuoka      | Фукуока, Япония  | 2018                   | —           |
| KT Zepp Yokohama  | Йокогама, Япония | 2020                   | 2000        |
| Zepp New Taipei   | Синьбэй, Тайвань | 2020                   | 2200        |
| Zepp Kuala Lumpur | 2020             | Куала-Лумпур, Малайзия | 2500        |

## Акционеры
- Asahi Breweries
- Avex Group
- Sony Music Entertainment Japan

## Галерея
Действующие залы Zepp

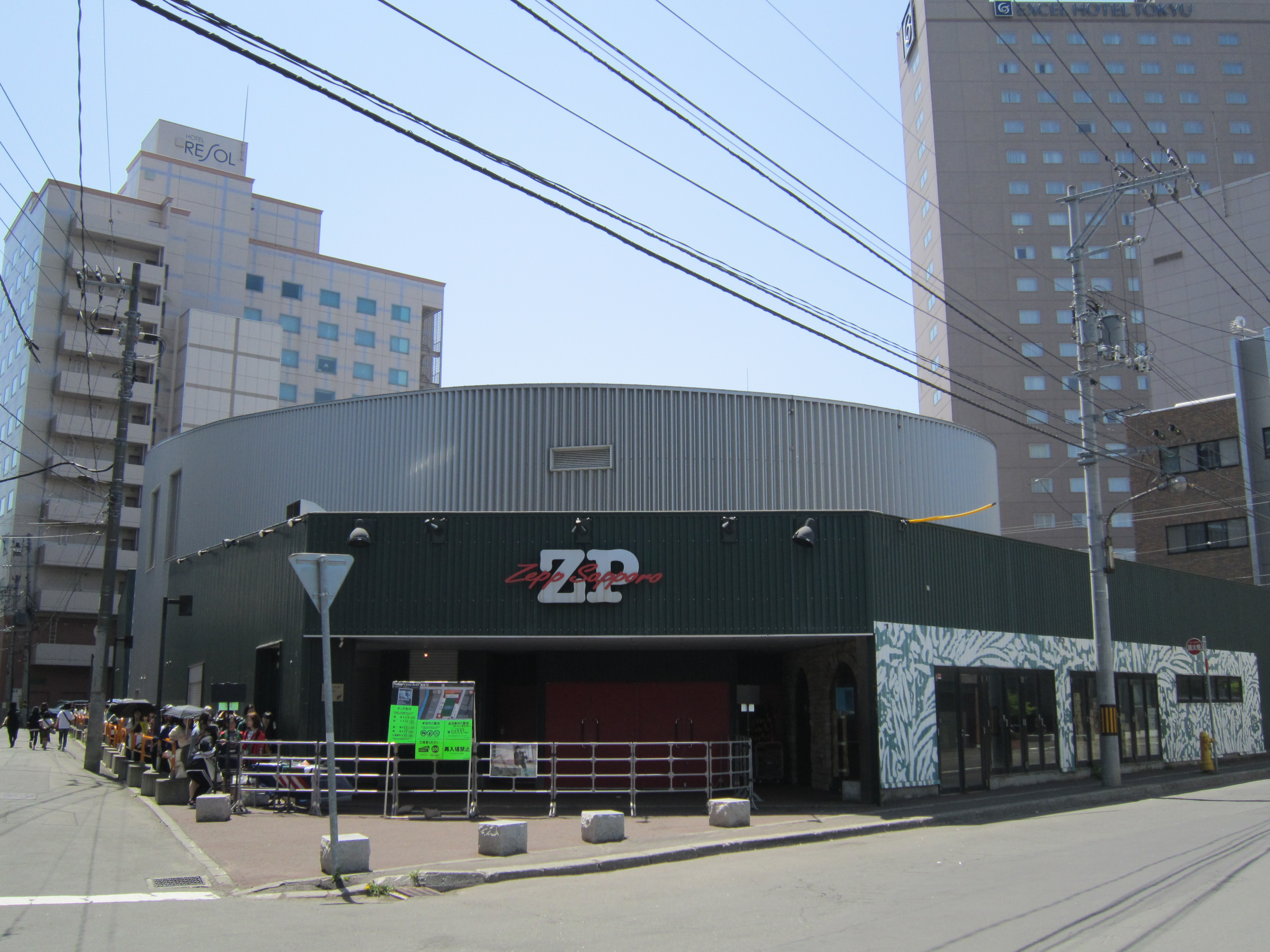
Zepp Sapporo
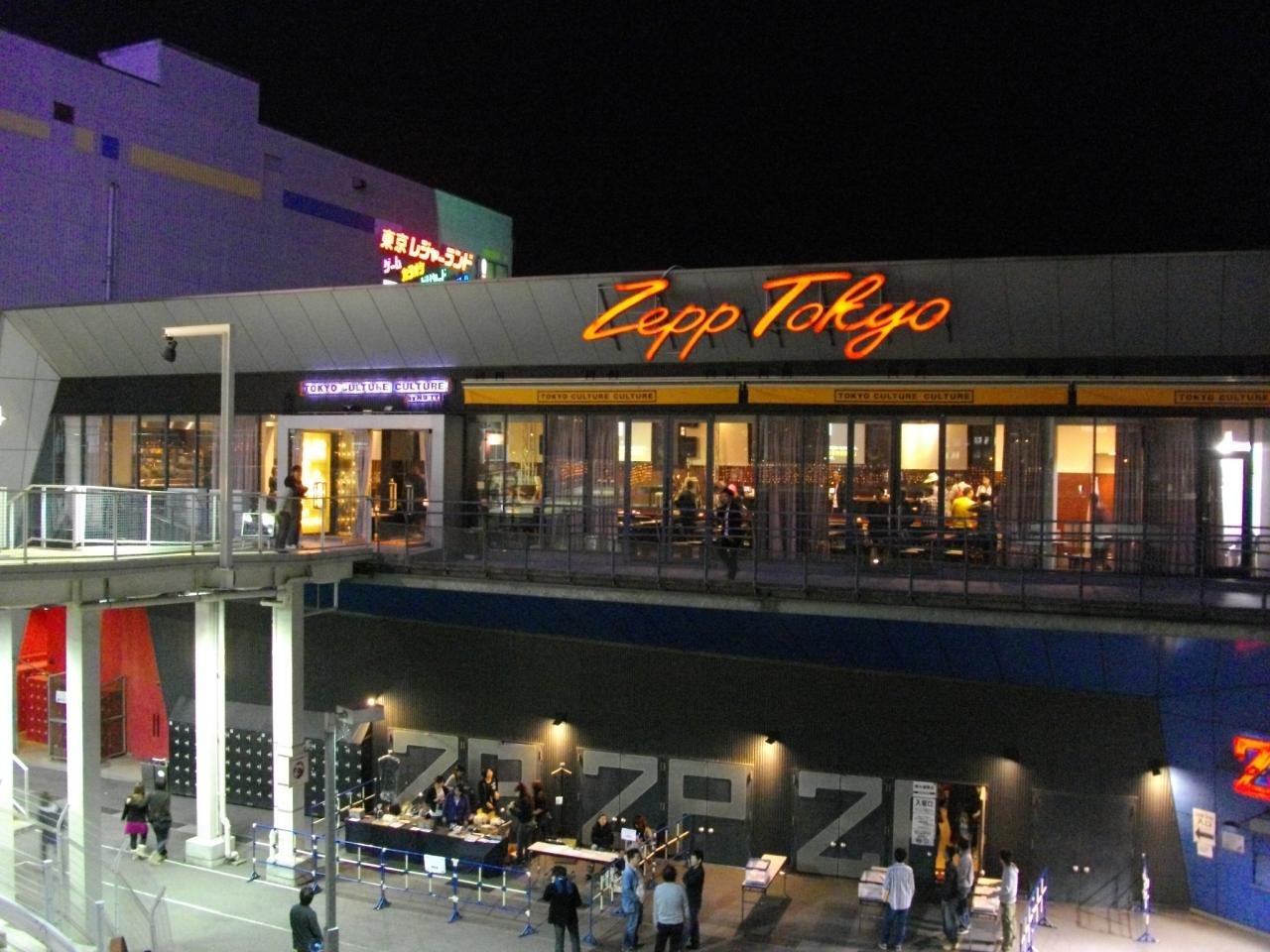
Zepp Tokyo
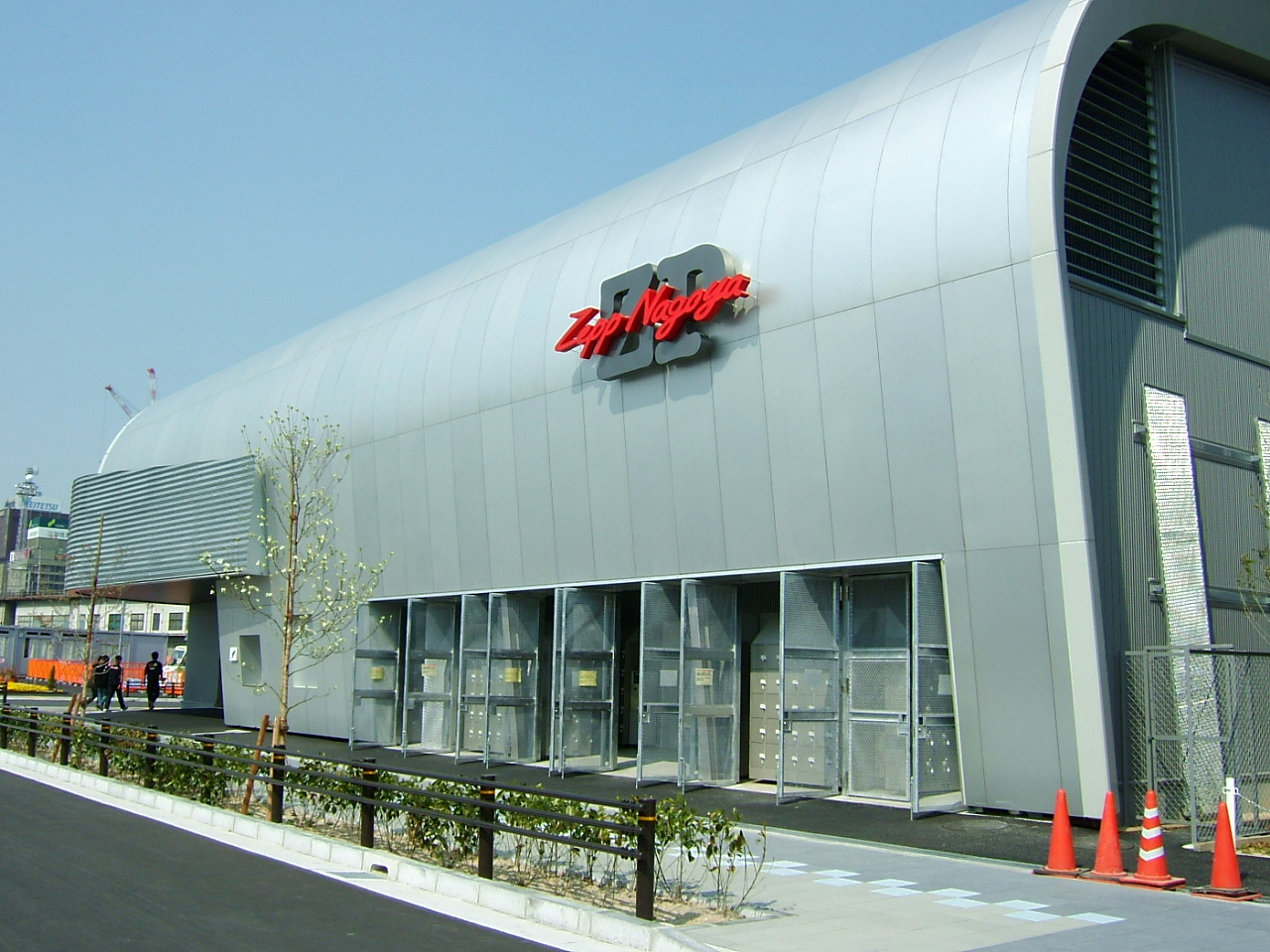
Zepp Nagoya
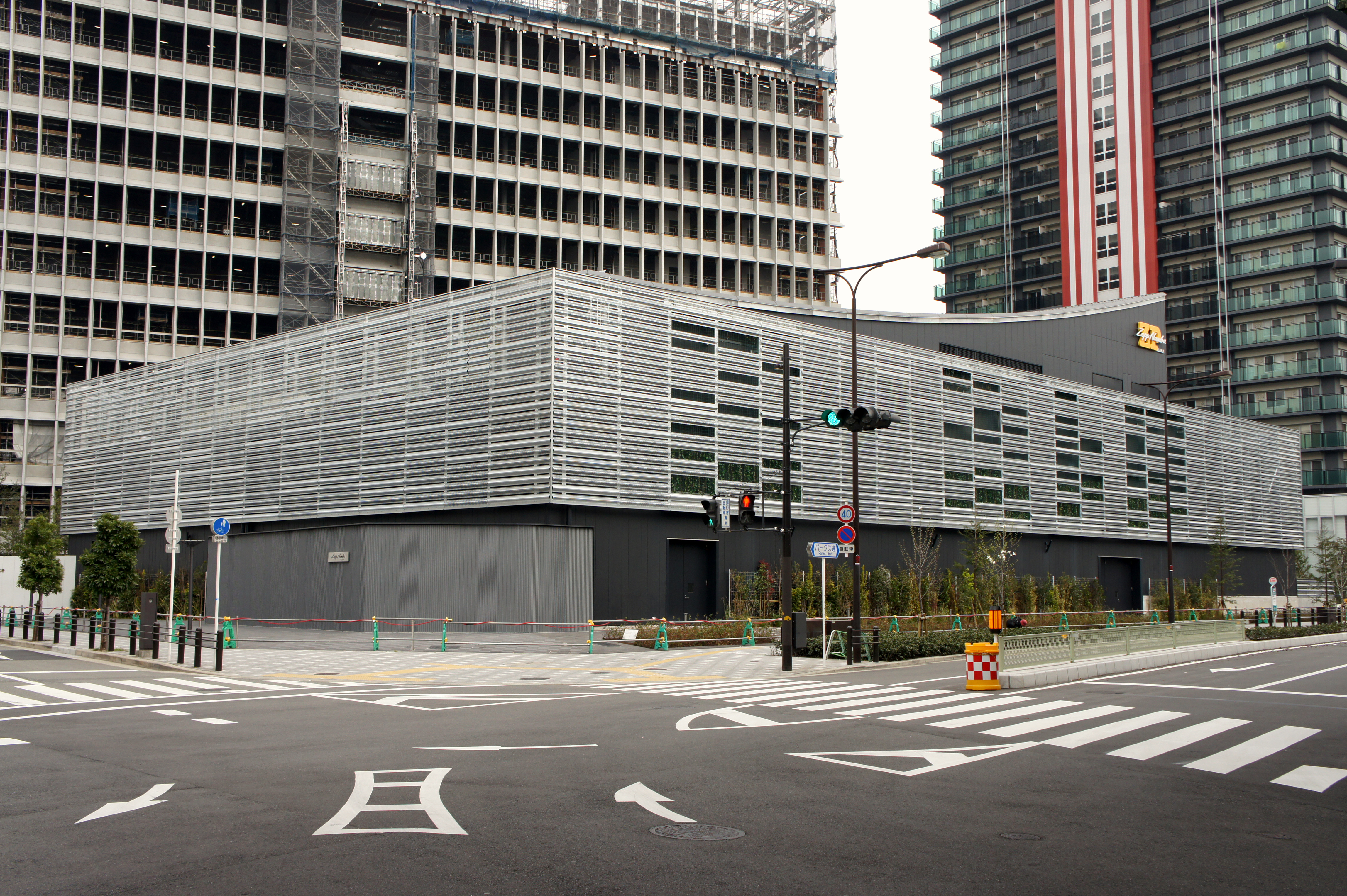
Zepp Namba (Osaka)
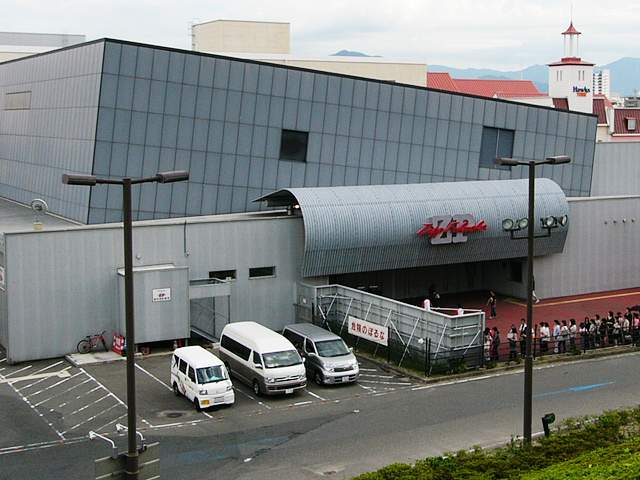
Zepp Fukuoka
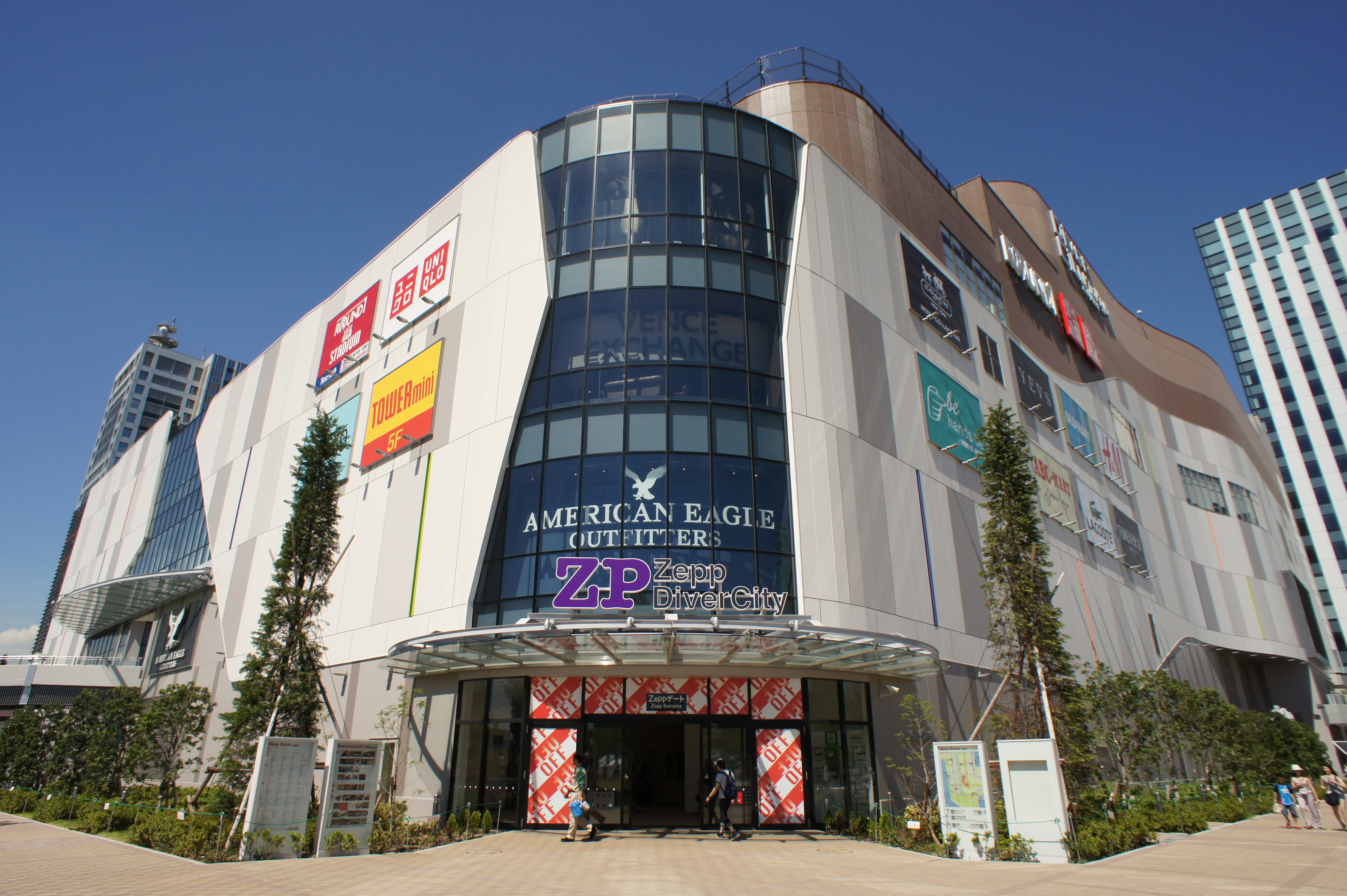
Zepp DiverCity

Бывшие залы Zepp

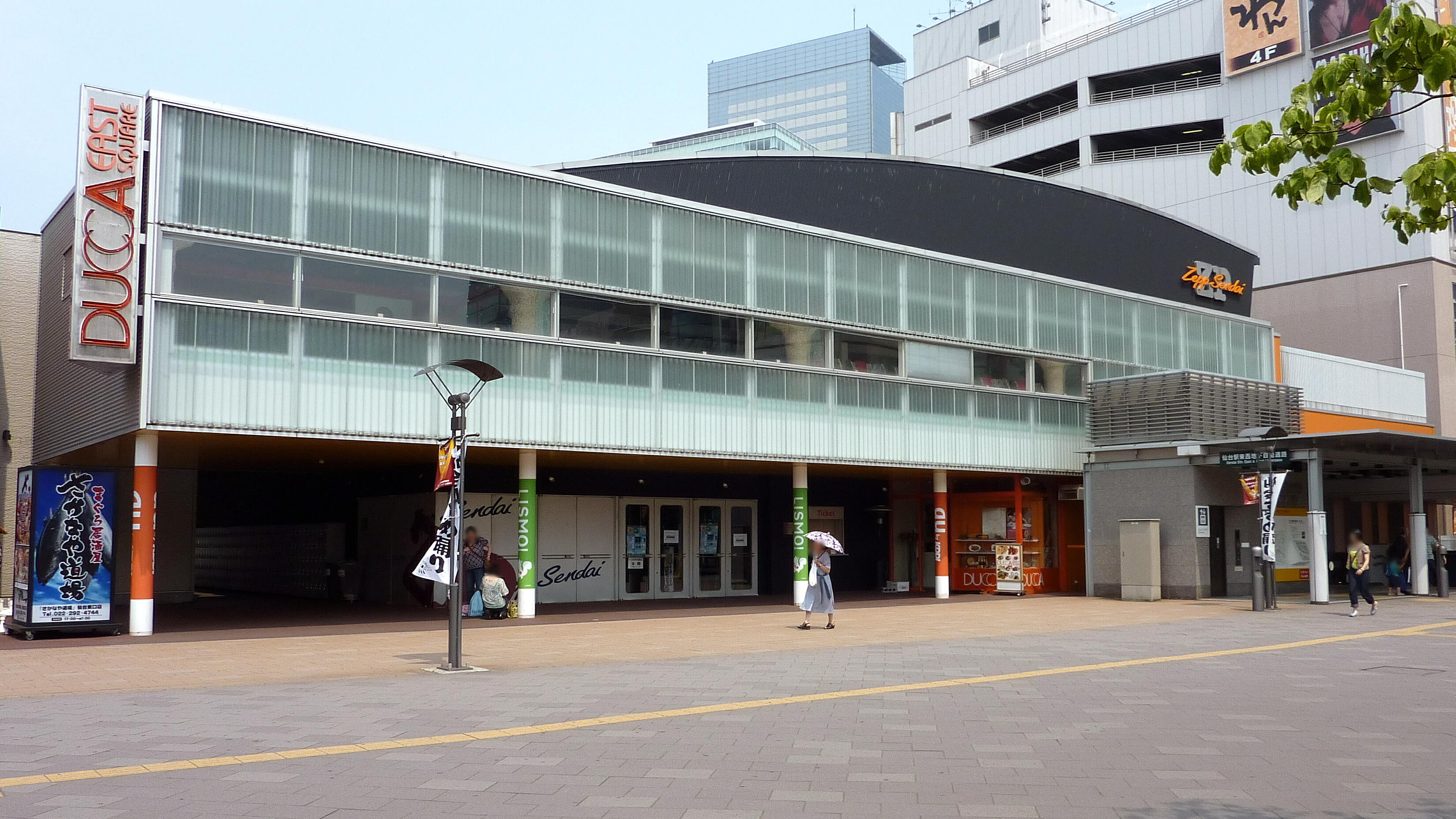
Zepp Sendai
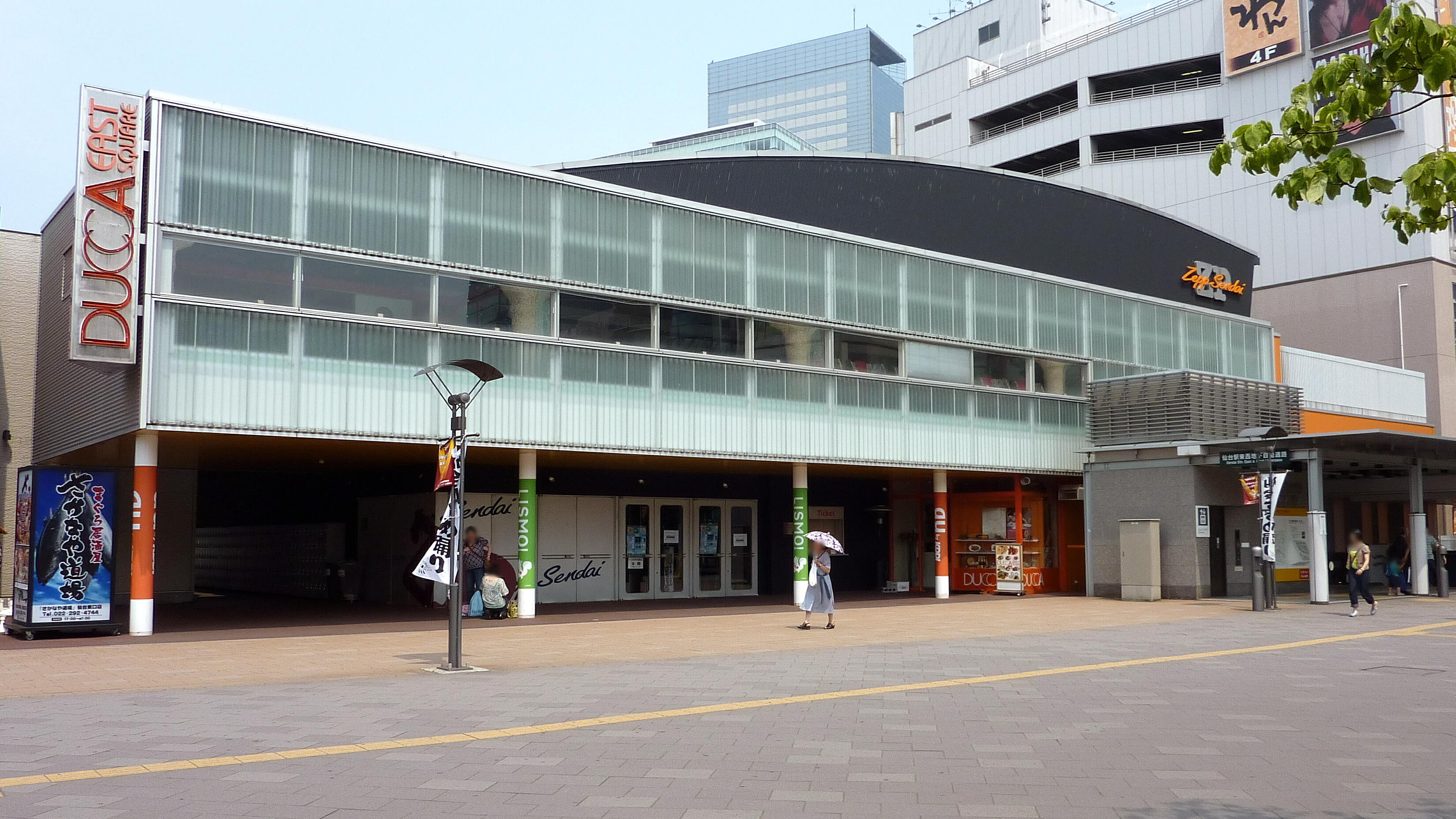
Zepp Sendai
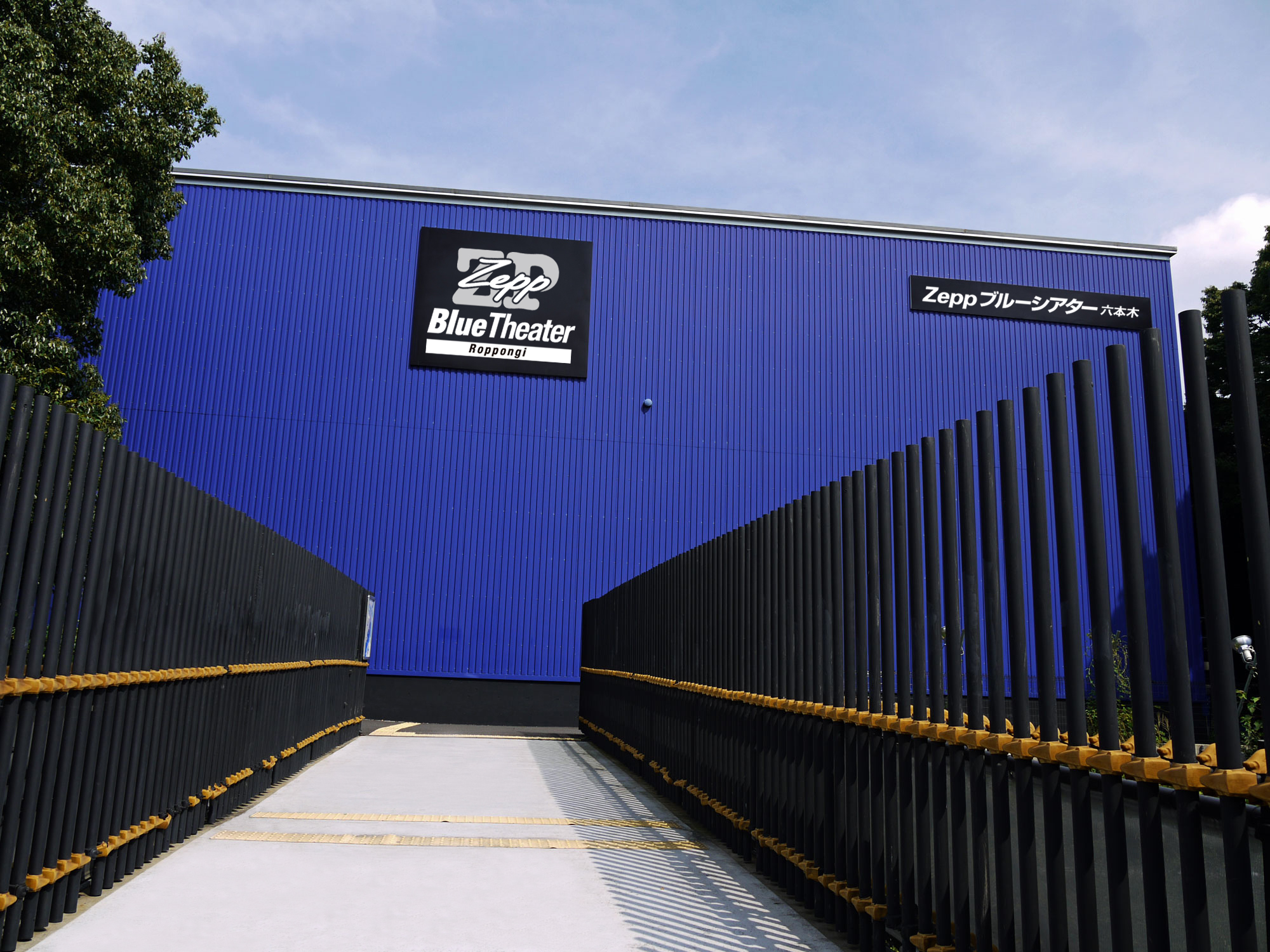
Zepp Blue Theater Roppongi
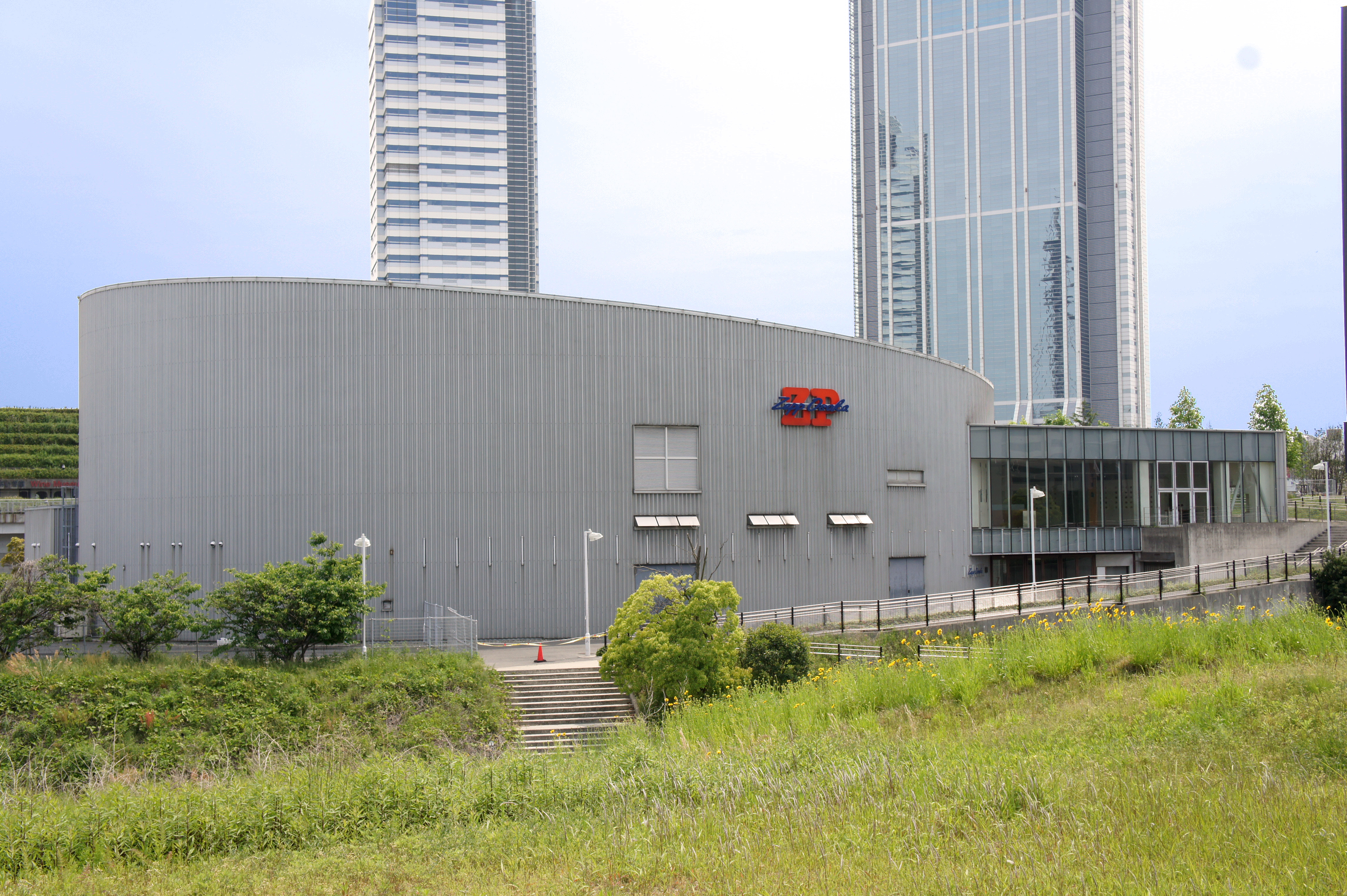
Zepp Osaka